# Platja de la Reburdia
La platja de la Reburdia és una petita platja del concejo asturià de Tàpia de Casariego, situada molt prop d'aquesta localitat però amb poca assistència. Forma part de la Costa Occidental d'Astúries i presenta protecció mediambiental per estar catalogada com ZEPA i LIC.

## Descripció
Té forma triangular amb una longitud d'uns 80 metres i una amplària mitjana de 45 metres. Per accedir a aquesta platja, que està a l'oest de la «punta de Anguileiro», cal travessar la urbanització «Entreplayas» i són els estiuejants en aquesta urbanització els que preferentment ocupen la platja.
Els nuclis urbans més propers són Tàpia de Casariego, Retela i La Reburdia i tenint-los com a referència per arribar a la platja des de la carretera N 634, cal desviar-se en la sortida més a l'oest i superar les instal·lacions del camp de futbol.
Aquesta platja té com a al·licient, juntament amb les seves veïnes de Anguileiro i de la  Paloma, el que es pot passar a la primera a través d'unes còmodes escales i a la segona, solament en baixamar, a través d'un pedrer.
La platja té un càmping molt proper i l'activitat recomanada als visitants és la pesca recreativa. Disposa d'equips de vigilància i servei de neteja. Una recomanació important per als visitants és estar atents a la pleamar, ja que poden quedar-se tancats en els extrems durant aquest període de la marea.